# Kalvin Phillips
Kalvin Mark Phillips (Leeds, Inglaterra, 2 de diciembre de 1995) es un futbolista británico. Juega de centrocampista y su equipo es el Manchester City F. C. de la Premier League.

## Trayectoria
Luego de progresar en las inferiores del Leeds United, firmó su primer contrato profesional con el club de Leeds en el verano de 2014.
Debutó profesionalmente el 6 de abril de 2015 en la derrota por 4-3 ante el Wolverhampton Wanderers.
Fue titular por primera vez el 11 de abril de 2015 contra el Cardiff City en Elland Road, y en este encuentro anotó su primer gol, aunque el Leeds perdió por 2-1. Al final de la temporada 2014-15, Phillips renovó su contrato por dos años.
En su segunda temporada en el club, 2015-16, solo jugó 10 encuentros en el Leeds dirigido por Uwe Rösler y luego por Steve Evans.
En junio de 2016, luego de que el equipo fichara a su nuevo entrenador Garry Monk, Phillips renovó su contrato por tres años. Anotó su primer gol de la temporada 2016-17, en un gran tiro libre de larga distancia en la derrota por 3-1 ante el Nottingham Forest.
Su buena temporada en Leeds lo hizo ganador del premio jugador joven de la EFL Championship del mes de octubre de 2016.
En la primera jornada de la temporada 2017-18, el 6 de agosto de 2017, anotó dos goles en la victoria 3-2 al Bolton Wanderers. Finalizó la temporada con siete goles y tres asistencias, su mejor marca.
Para el inicio de la nueva temporada 2018-19, y bajo la dirección del entrenador Marcelo Bielsa, el jugador entrenó como defensa central para el nuevo esquema del técnico. Jugó su encuentro número 100 con el Leeds en el empate 2-2 ante el Swansea City. En octubre de 2018 recibió elogios por su buen desempeño bajo la dirección de Bielsa, incluso mencionando al jugador como candidato a la selección de Inglaterra.
Después de ocho temporadas en el primer equipo, en las que jugó 234 partidos y ayudó al club a volver a la Premier League tras 16 años de ausencia, el 4 de julio de 2022 fue traspasado al Manchester City. Su debut se produjo el 7 de agosto disputando los últimos minutos de la jornada inaugural de la Premier League ante el West Ham United F. C. Precisamente a este equipo, tras ganar cinco títulos con los mancunianos, fue cedido en enero de 2024. Allí completó la temporada y en el mes de agosto acumuló otro préstamo, en esta ocasión al Ipswich Town F. C.

## Selección nacional
El 8 de septiembre de 2020 debutó con la selección de Inglaterra en el encuentro de la Liga de Naciones de la UEFA 2020-21 ante Dinamarca que terminó sin goles.

### Participaciones en Copas del Mundo
| Copa              | Sede  | Resultado        | Partidos | Goles |
| ----------------- | ----- | ---------------- | -------- | ----- |
| Copa Mundial 2022 | Catar | Cuartos de final | 2        | 0     |

### Participaciones en Eurocopas
| Copa          | Sede   | Resultado  | Partidos | Goles |
| ------------- | ------ | ---------- | -------- | ----- |
| Eurocopa 2020 | Europa | Subcampeón | 7        | 0     |

### Goles internacionales
| # | Fecha               | Estadio                              | Rival               | Marcador | Resultado | Competición                         |
| - | ------------------- | ------------------------------------ | ------------------- | -------- | --------- | ----------------------------------- |
| 1 | 19 de junio de 2023 | Old Trafford, Mánchester, Inglaterra | Macedonia del Norte | 6-0      | 7-0       | Clasificación para la Eurocopa 2024 |

## Estadísticas

### Clubes
Actualizado al último partido disputado el 3 de mayo de 2025.
| Club                             | Div.          | Temporada     | Liga  | Liga  | Copas nacionales | Copas nacionales | Copas internacionales | Copas internacionales | Total | Total |
| Club                             | Div.          | Temporada     | Part. | Goles | Part.            | Goles            | Part.                 | Goles                 | Part. | Goles |
| -------------------------------- | ------------- | ------------- | ----- | ----- | ---------------- | ---------------- | --------------------- | --------------------- | ----- | ----- |
| Leeds United F. C. Inglaterra    | 2.ª           | 2014-15       | 2     | 1     | 0                | 0                | —                     | —                     | 2     | 1     |
| Leeds United F. C. Inglaterra    | 2.ª           | 2015-16       | 10    | 0     | 0                | 0                | —                     | —                     | 10    | 0     |
| Leeds United F. C. Inglaterra    | 2.ª           | 2016-17       | 33    | 1     | 7                | 0                | —                     | —                     | 40    | 1     |
| Leeds United F. C. Inglaterra    | 2.ª           | 2017-18       | 41    | 7     | 2                | 0                | —                     | —                     | 43    | 7     |
| Leeds United F. C. Inglaterra    | 2.ª           | 2018-19       | 44    | 1     | 2                | 0                | —                     | —                     | 46    | 1     |
| Leeds United F. C. Inglaterra    | 2.ª           | 2019-20       | 37    | 2     | 3                | 0                | —                     | —                     | 40    | 2     |
| Leeds United F. C. Inglaterra    | 1.ª           | 2020-21       | 29    | 1     | 1                | 0                | —                     | —                     | 30    | 1     |
| Leeds United F. C. Inglaterra    | 1.ª           | 2021-22       | 20    | 0     | 3                | 1                | —                     | —                     | 23    | 1     |
| Leeds United F. C. Inglaterra    | Total club    | Total club    | 216   | 13    | 18               | 1                | 0                     | 0                     | 234   | 14    |
| Manchester City F. C. Inglaterra | 1.ª           | 2022-23       | 12    | 0     | 6                | 0                | 3                     | 0                     | 21    | 0     |
| Manchester City F. C. Inglaterra | 1.ª           | 2023-24       | 4     | 0     | 1                | 0                | 5                     | 1                     | 10    | 1     |
| Manchester City F. C. Inglaterra | Total club    | Total club    | 16    | 0     | 7                | 0                | 8                     | 1                     | 31    | 1     |
| West Ham United F. C. Inglaterra | 1.ª           | 2023-24       | 8     | 0     | —                | —                | 2                     | 0                     | 10    | 0     |
| West Ham United F. C. Inglaterra | Total club    | Total club    | 8     | 0     | 0                | 0                | 2                     | 0                     | 10    | 0     |
| Ipswich Town F. C. Inglaterra    | 1.ª           | 2024-25       | 19    | 0     | 3                | 1                | —                     | —                     | 22    | 1     |
| Ipswich Town F. C. Inglaterra    | Total club    | Total club    | 19    | 0     | 3                | 1                | 0                     | 0                     | 22    | 1     |
| Total carrera                    | Total carrera | Total carrera | 259   | 13    | 28               | 2                | 10                    | 1                     | 297   | 16    |
| 1. 2. 3.                         |               |               |       |       |                  |                  |                       |                       |       |       |

## Palmarés

### Títulos nacionales
| Título           | Club                  | País       | Año  |
| ---------------- | --------------------- | ---------- | ---- |
| EFL Championship | Leeds United F. C.    | Inglaterra | 2020 |
| Premier League   | Manchester City F. C. | Inglaterra | 2023 |
| FA Cup           | Manchester City F. C. | Inglaterra | 2023 |
| Community Shield | Manchester City F. C. | Inglaterra | 2024 |

### Títulos internacionales
| Título                       | Club                  | Sede           | Año  |
| ---------------------------- | --------------------- | -------------- | ---- |
| Liga de Campeones de la UEFA | Manchester City F. C. | Estambul       | 2023 |
| Supercopa de Europa          | Manchester City F. C. | El Pireo       | 2023 |
| Copa Mundial de Clubes       | Manchester City F. C. | Arabia Saudita | 2023 |

### Distinciones individuales
| Distinción                                   | Año          |
| -------------------------------------------- | ------------ |
| Jugador joven de la EFL Championship del mes | Octubre 2016 |